# Aenne Brauksiepe

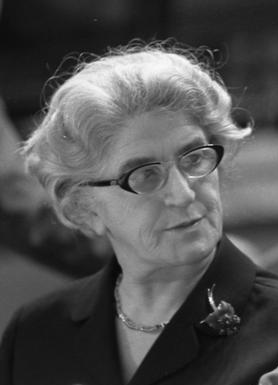
Aenne Brauksiepe 1969

Aenne Brauksiepe geb. Engels (* 23. Februar 1912 in Duisburg; † 1. Januar 1997 in Oelde) war eine deutsche Politikerin (CDU). Sie war von 1968 bis 1969 Bundesministerin für Familie und Jugend.

## Ausbildung und Beruf
Aenne Engels stammte aus einem katholischen Elternhaus. Sie war die zweite Tochter des Reichsbahnbeamten Heinrich Engels und seiner Frau Käthe und wuchs in einem Arbeitervorort von Duisburg in einer katholisch geprägten Großfamilie auf, zu der neben Eltern und Schwester noch die Großeltern, eine Urgroßmutter sowie 22 Tanten und Onkel gehören. Sie begleitete zusammen mit ihrer Schwester ihre Mutter, die Stadtverordnete von Duisburg für die Zentrumspartei war und sich in der katholischen Frauenbewegung engagierte, oft bei deren Bemühungen in den Arbeitervierteln die größte Not nach dem Ersten Weltkrieg zu lindern. Zudem war Aenne Engels in der katholischen Jugendbewegung tätig und die Vorsitzende des Liebfrauenbundes in Duisburg, einer Vereinigung von Schülerinnen der von den „Schwestern unserer lieben Frau“ geleiteten Schulen.
Nach dem Abitur 1931 war sie von 1932 bis 1934 als Bildnerin in der Behindertenfürsorge tätig. Da sie aufgrund des politischen Engagements ihrer Eltern in der Zentrumspartei im nationalsozialistischen Deutschland nicht studieren konnte, ging sie 1934 nach Schottland, wo sie ein College in Glasgow besuchte. Im Alter von 25 Jahren heiratete sie den Journalisten Werner Brauksiepe und folgte ihm nach Den Haag, wo er als Korrespondent der katholischen Kölnischen Volkszeitung tätig war. Dort lebte sie mit ihm ab 1937. Brauksiepe betreute auch in Den Haag behinderte Kinder. 1943 kehrte sie nach Deutschland zurück und dort kam ihr einziges Kind, ein Sohn zur Welt. Ihr Mann wurde zum Kriegsdienst eingezogen und kehrte erst 1946 zurück.
Sie war 1. Vorsitzende des deutschen Zweigs der „St. Joan’s International Social and Political Alliance“ und 2. Vorsitzende des Katholischen Deutschen Frauenbundes.

## Partei
Seit 1945 war Brauksiepe Mitglied der CDU. 1956 wurde sie in den CDU-Bundesvorstand gewählt. Von 1958 bis 1971 war sie dann Vorsitzende der Frauen-Union. Von 1966 bis 1969 war sie als erste Frau Mitglied im Präsidium der CDU und von 1967 bis 1969 außerdem stellvertretende CDU-Bundesvorsitzende.

## Abgeordnete
Unmittelbar nach dem Krieg gründete sie mit der Frau von Oberbürgermeister Heinrich Weitz im schwer zerstörten Duisburg einen überparteilichen Frauenausschuss zur Unterstützung von Flüchtlingen, Obdachlosen und anderen Bedürftigen. Da sie die Bildung einer überkonfessionellen christlichen Volkspartei befürwortete, gehörte sie zu den Mitgründerinnen der CDU in Duisburg. Bei den Kommunalwahlen am 13. Oktober 1946 wurde sie als einzige Frau in die Stadtverordnetenversammlung von Duisburg gewählt. Dieser gehörte sie bis 1948 an.
Sie engagierte sich in der Frauenarbeitsgemeinschaft der CDU und folgte Helene Weber als Präsidiumsmitglied nach. Weber empfahl Brauksiepe 1948 Konrad Adenauer für mögliche politische Aufgaben und motiviert durch die Mitglieder des Katholischen Deutschen Frauenbunds kandidierte sie für den Wahlkreis Köln II für die Bundestagswahl 1949. Sie gewann das Mandat mit deutlichem Vorsprung und zog als eine der jüngsten Abgeordneten in den Bundestag ein. Ihren Wahlkreis behauptete sie bei den folgenden Wahlen und blieb bis 1972 Mitglied des Deutschen Bundestages. Sie befasste sich im Parlament mit frauenrelevanten Themen wie dem Mutterschutzgesetz, der Einführung eines Kindergeldes ab dem 3. Kind und der Witwenrente. Jedoch beschränkte sie sich nicht auf diese Themen. 1952 gehörte sie nach eigenem Bestreben 1952 dem Wohnungsbauausschuss an und hielt im selben Jahr ihre erste Rede im Bundestag zu einem für Frauen zu dieser Zeit ungewöhnlichem Thema, dem Verteidigungsbeitrag. In dieser Rede stellte sie ihre eigenen Kriegserfahrungen als Frau und Mutter in das Zentrum ihrer Rede. Ein Teil ihrer Rede wurde unter dem Titel Eine Frau spricht gegen die Angst als Broschüre von der CDU veröffentlicht und mit dieser Rede erreichte sie viele Frauen, die sich zuvor nicht für den Verteidigungsbeitrag interessiert hatten. Weitere Inhalte ihrer Arbeit waren die Aussöhnung mit den früheren Kriegsgegnern, die Abwehr des Kommunismus und die europäische Integration.
Bei den Bundestagswahlen von 1949 bis 1961 wurde sie im Wahlkreis Köln I und 1965 im Wahlkreis Köln III jeweils direkt gewählt. 1969 zog sie über die Landesliste der CDU Nordrhein-Westfalen ins Parlament ein. Brauksiepe war vom 15. Dezember 1964 bis zum 3. Oktober 1968 stellvertretende Vorsitzende der CDU/CSU-Bundestagsfraktion.
Ihre Überzeugung war, eine Frau müsse in der Politik „auftreten wie eine Lady und kämpfen wie ein Schlachtross“. Dies bekam unter anderem der Schriftsteller Heinrich Böll zu spüren, der im Juli 1969 in einem „Offenen Brief an eine deutsche Frau“ in reichlich herablassendem Ton den Versuch unternahm, die Wählerinnen der Union „aus der unwürdigen Situation zu befreien, ´Stimmvieh´ für die CDU/CSU zu sein“. Sie sollten nicht aus falsch verstandener Treue und Gewohnheit ihre Wahlentscheidung treffen und „ihre Sympathien erotischer Art streng von der Politik trennen“. Ihre Antwort verfasste Aenne Brauksiepe unter der Überschrift „Ansichten eines Clowns“: Böll wisse nichts von Frauen und nichts von Politik, besitze aber – einem Clown angemessen – „einen unerhörten Mut zur Lächerlichkeit“. Hinter der Wahlentscheidung von Frauen stecke „eine sehr bewusste politische Entscheidung“, diese wüssten „besser als die Träumer vom Schlage eines Herrn Böll, worauf es ankommt“.

## Öffentliche Ämter
Am 16. Oktober 1968 wurde Aenne Brauksiepe (nach dem Rücktritt von Bruno Heck) als Bundesministerin für Familien und Jugend in die von Bundeskanzler Kurt Georg Kiesinger geführte Bundesregierung berufen. Nach Elisabeth Schwarzhaupt (CDU) und Käte Strobel (SPD) die dritte Bundesministerin in der Geschichte der Bundesrepublik Deutschland. In dieser Funktion setzte sie sich für Maßnahmen ein, die verheirateten Frauen eine Berufstätigkeit erleichtern sollten. Sie setzte sich für mehr Teilzeitarbeit und die Förderung von Ganztagsschulen ein. Weiter setzte sie in ihrer kurzen Amtszeit einen Ausbau des Familienlastenausgleichs, die Einführung eines „Bundesaltenplans“ und die Schulfreiheit an Samstagen um. Zudem die rechtliche Gleichstellung unehelicher Kinder. Auch wird unter ihr das „Erste Gesetz über individuelle Förderung und Ausbildung“ verabschiedet, welches in Fortschreibung des sog. „Honnefer Modells“ die Ausbildungs- und Studienförderung junger Menschen regelte. Während der Arbeiten an diesem Gesetz drang eine Gruppe Studierender in ihr Ministerium ein, um mit einem „Sit-In“ dagegen zu protestieren, dass ein „repressionsfreies Studium“ nicht möglich sei. Brauksiepe ließ sich ein Sitzkissen bringen und diskutierte zwei Stunden mit den jungen Leuten, denen sie eine Fortsetzung des Gesprächs anbot, „wenn alle sich sachkundig gemacht hätten“.
Nach der Bundestagswahl 1969 schied sie am 21. Oktober 1969 aus der Bundesregierung aus.

## Ehrungen
- 1968: Verdienstkreuz 1. Klasse der Bundesrepublik Deutschland
- 1969: Großes Verdienstkreuz mit Stern der Bundesrepublik Deutschland
- Am 13. Januar 1997 wurde sie als erste Frau mit einem Trauerstaatsakt in Oelde geehrt.
- 2020 wurde die Aenne-Brauksiepe-Straße in Duisburg-Huckingen nach ihr benannt.